# 後旋峨螺
後旋峨螺（学名：Buccinum opisoplectum）为峨螺科峨螺屬下的一个种。